# Opius pechlaneri
Opius pechlaneri är en stekelart som beskrevs av Fischer 1956. Opius pechlaneri ingår i släktet Opius och familjen bracksteklar. Inga underarter finns listade i Catalogue of Life.